# Qué bonito amor
Qué bonito amor, (Quel bel amour) est une telenovela mexicaine produite par Salvador Mejía Alexandre pour Televisa et diffusée depuis le 22 octobre 2012. ll s'agit d'un remake de La Hija del Mariachi, produit par la télévision colombienne RCN et écrit par Mónica Agudelo en 2006-2007. Jorge Salinas et Danna García tiennent les rôles des protagonistes, tandis que Malillany Marín, Pablo Montero et Roberto Palazuelos incarnent les antagonistes.
Le 22 octobre 22, Canal de las Estrellas est la diffusion Qué bonito amor[pas clair], remplaçant Amor Bravio. Production de Qué bonito Amor a officiellement débuté le 9 août 2012.

## Distribution
- Jorge Salinas comme Santos Martinez de la Garza Treviño/Jorge Alfredo Vargas
- Danna García comme María Mendoza García de Martinez de la Garza
- Pablo Montero comme Oscar Fernandez "El Coloso de Apodaca"
- Juan Ferrara comme Don Justo Martínez de la Garza
- Angélica María comme Amalia García Vda. de Mendoza
- Víctor Noriega comme Michael Johnson
- Malillany Marín comme Elvira Hernández Fuentemayor
- Karla Álvarez comme Irasema
- Arturo Peniche comme Fernando Beltran, "El Mil Amores"
- Salvador Pineda comme Don Concepcion "Concho" Hernández
- Roberto Ballesteros comme Comandante Leonardo Derecho
- Mónica Sánchez Navarro comme Altagracia Treviño de Martínez de las Garza
- Paty Diaz comme Mirna Reynoso
- Roberto Palazuelos comme Giuliano Rina de la Corcuera Garza
- Miguel Ángel Biaggio comme Susano "Susanito" Sanchez/ Susano "Susanito" Hernandez Sanchez
- Ivonne Ley comme Leticia
- Mariana Ríos comme Ana López
- Susana Diazayas comme Wendy Martínez de las Garza Trevino
- Rafael Negrete comme Genaro Monterreal "El Baritono de Hidalgo"
- Mariano Palacios comme Natalio Molina "El Sonador del Bajio"
- Latin Lover comme Jairo, "El aventurero"
- Renata Notni comme Paloma Mendoza Garcia
- Jesus Daniel comme Rodrigo Fernandez Reyes
- Thelma Dorantes comme Mancia Sanchez
- Homero Ferruzca comme Homero
- Marcelo Buquet comme Rubén del Olmo
- Lina Santos comme Lourdes Fuentemayor de Hernández
- Carlos Ignacio comme Leonel Velásquez
- Sergio Mayer comme Bruno Morelli
- Eugenia Cauduro comme Gloria Reyes
- Rosita Pelayo comme Teniente Samantha Curtis
- Ninon Sevilla comme Doña Remedios
- Raul Padilla "Choforo" comme Rigoberto Guerra
- Evita Muñoz "Chachita" comme Doña Prudencia
- Alejandro Ruiz comme "El Siete Mares"
- Alexander Holtmann comme Arnold Smith
- Natalia Streignard comme Yolanda
- Karyme Hernandez comme Isabel "Isabelita" Mendoza Garcia
- Alejandro Avila comme Dante
- Javier Herranz

## Épisodes
- Les dates de sortie, noms des épisodes, la durée et la côte d'écoute sont basés sur la chaîne Canal de las Estrellas'.

| Date de sortie   | Numéro | Titre de l'Épisode         | Côte d'écoute | Durée      |
| ---------------- | ------ | -------------------------- | ------------- | ---------- |
| Octobre 22, 2012 | 001    | Qué bonito amor Capítulo 1 | 20.1          | 44 minutes |
| Octobre 23, 2012 | 002    | N/A                        | N/A           |            |
| Octobre 24, 2012 | 003    | N/A                        | N/A           |            |
| Octobre 25, 2012 | 004    | N/A                        | N/A           |            |
| Octobre 26, 2012 | 005    | N/A                        | N/A           |            |
| Octobre 29, 2012 | 006    | N/A                        | N/A           |            |
| Octobre 30, 2012 | 007    | N/A                        | N/A           |            |
| Octobre 31, 2012 | 008    | N/A                        | N/A           |            |
| Novembre 1, 2012 | 009    | N/A                        | N/A           |            |
| Novembre 2, 2012 | 010    | N/A                        | N/A           |            |

## Diffusion internationale
- Mexique :  Canal de las Estrellas : Du lundi au vendredi à 19:15 heures
- Paraguay : Telefuturo
- Argentine, Venezuela, Guatemala : Canal de las Estrellas Amérique latine : Du lundi au vendredi à 19:15 heures (21 janvier 2013 - présent)

## Autres versions

### Telenovelas
- Il s'agit d'un remake de La Hija del Mariachi, produit par la télévision colombienne RCN Televisión et écrit par Mónica Agudelo en 2006-2007.